# Benjamin Sadler
Pour les articles homonymes, voir Sadler.
 (mai 2018).
Si vous disposez d'ouvrages ou d'articles de référence ou si vous connaissez des sites web de qualité traitant du thème abordé ici, merci de compléter l'article en donnant les références utiles à sa vérifiabilité et en les liant à la section « Notes et références ».
Benjamin Sadler, nom de scène de Benjamin Klimasschewski, né le 12 février 1971 à Toronto, est un acteur allemand.

## Carrière de comédien
Ce fils d'un dessinateur allemand et d'une enseignante britannique est né au Canada en 1971 et y a vécu jusqu'à l'âge de cinq ans, avant que la famille ne déménage en Allemagne. Il est diplômé de la Royal Academy of Dramatic Art de Londres.
Sa carrière d'acteur commence en 1994, avec des apparitions dans des séries télévisées. Plus tard, il joue dans des films destinés au grand écran comme, en 2001, la coproduction germano-italienne Maria Magdalena où il incarne "Jean-Baptiste" aux côtés de Maria Grazia Cucinotta et Danny Quinn. En 2002, il joue dans deux autres adaptations de thèmes religieux. Avec L'Apocalypse, et Luther, il a l'occasion de tourner avec Richard Harris, Christian Kohlund, Joseph Fiennes, Peter Ustinov et bien d'autres célébrités du cinéma européen. Dans le film historique Imperium, Augustus il prend le rôle du jeune empereur Auguste dont la version plus âgée est jouée par Peter O'Tooles. En outre, depuis 1998, il apparaît dans les trois films de la trilogie allemande Spuk de Günter Meyer où il joue, dans Spuk aus der Gruft, Spuk im Reich der Schatten und Spuk am Tor der Zeit, le personnage de Junker Friedrich von Kuhlbanz. En 2006, il joue dans le téléfilm romantique Dresden le médecin et fiancé de Felicitas Woll. Ce film relatant le bombardement de Dresde du 13 au 15 février 1945 est par la suite récompensé par de nombreux prix allemands. La même année, Sadler apparaît dans le téléfilm catastrophe Le Naufrage du Pamir, produit par le réalisateur Kaspar Heidelbach, avec lequel il a déjà travaillé en 2003, dans Das Wunder von Legende,.
En novembre 2007, l'ARD présente Un seul comprimé (encore appelé Effets secondaires), un téléfilm en deux parties dans lequel il incarne le personnage principal, un avocat entrant en lutte contre une entreprise pharmaceutique. Par la suite, il prend part au talk-show Hart aber Fair pour débattre des sujets de controverses que soulève le film. En janvier 2008, il est visible dans la micro-série Guerre et Paix en tant que Dolochow. Pour leurs prestations, Sadler et ses collègues Katharina Wackernagel et Denise Marko reçoivent un Bambi, récompense artistique allemande. En 2008, il joue un archéologue aux côtés de Bettina Zimmermann dans le téléfilm À la poursuite du Trésor oublié (titre alternatif : Le Trésor perdu de Charlemagne). Un an plus tard, il incarne Alfried Krupp dans la chronique familiale Krupp - Eine deutsche Familie sur ZDF.
Jusqu'en 2008, il est en couple avec l'actrice Isabella Parkinson avec laquelle il a une fille.. 
À partir de 2011, il joue dans quatre épisodes de la série télévisée Tatort dans le rôle de Jan Liebermann, l'homme dont la commissaire Charlotte Lindholm, interprétée par Maria Furtwängler, tombe amoureuse. Dans le thriller Passion de Brian De Palma, diffusé en 2012, Sadler joue un procureur. Il est également dans la distribution d’un épisode de la série criminelle Schuld nach Ferdinand von Schirach, produit par Oliver Berben, en 2015. Dans le film pour enfants Wendy - Der Film, il interprète le père du personnage principal. Dans le thriller Luna de 2017, soutenu par le Fonds allemand du film, il joue l'un des rôles principaux. 

## Filmographie

### Cinéma
- 2001 : Maria Magdalena - Jean-Baptiste
- 2003 : Luther de Eric Till - Georg Spalatin
- 2009 : Dans la tourmente de Marleen Gorris - Pavel
- 2012 : Anleitung zum Unglücklichsein de Sherry Hormann
- 2012 : Passion de Brian De Palma - le procureur
- 2017 : Runaway (Luna) de Khaled Kaissar : Jakob
- 2017 : Wendy, Der Film
- 2019 : Quand Hitler s'empara du lapin rose (Als Hitler das rosa Kaninchen stahl)

### Télévision

#### Téléfilms
- 2002 : La Bible : Apocalypse de Raffaele Mertes - Valerius
- 2006 : Le Naufrage du Pamir de Kaspar Heidelbach (de) – Victor Reetz
- 2006 : Un seul comprimé d'Adolf Winkelmann – Paul Wegener
- 2006 : Dresden 1945, chronique d'un amour de Roland Suso Richter – Alexander Wenninger
- 2008 : À la poursuite du trésor oublié de Florian Baxmeyer – Erik Meiers
- 2009 : Impact de Mike Rohl – Roland Emerson
- 2012 : Rommel, le guerrier d'Hitler de Niki Stein – Generalmajor Hans Speidel
- 2012 : Munich 72 : L'Attentat de Dror Zahavi – Ulrich Wegener
- 2014 : Le Sourire des femmes de Gregor Schnitzler – André Chabanais
- 2015 : Le Jour de vérité d'Anna Justice – Jean-Luc Laboetie

#### Séries télévisées
- 2003 : Imperium, Augustus – jeune empereur Auguste
- 2007 : Guerre et Paix – Dolokhov
- 2011 : Tatort
- 2013 : Pinocchio – Antonio
- 2013 : Anna Karénine de Christian Duguay — Alexis Karénine